# Lavenone
Lavenone (lombardul: Lainù) település Olaszországban, Lombardia régióban, Brescia megyében. Lakosainak száma 486 fő (2023. január 1.). Lavenone Anfo, Collio, Pertica Bassa, Treviso Bresciano, Bagolino, Idro és Vestone községekkel határos.

## Népesség
A település lakossága az elmúlt években az alábbi módon változott:
| Lakosok száma | 543  | 533  | 486  |
|               | 2017 | 2018 | 2023 |